# デジタル画像
デジタル画像（デジタルがぞう、英: digital image）とは、2次元画像を1と0（二進法）を使って表したもの。解像度が固定か否かによって、ベクターイメージとラスターイメージに分けられる。特に断らない限り、「デジタル画像」と言ったときラスターイメージを指すことが多い。

## ラスター
ラスターイメージは、ピクセルと呼ばれるデジタル値を有限個並べたものである。ピクセルは所定の個数が2次元的に並べられている。ピクセルは画像の最小要素であり、対応する位置の輝度や色を量子化した値を保持する。
コンピュータ上でラスターイメージを表示する場合、ピクセルが2次元配列形式でメインメモリ上に格納されているが、補助記憶装置に格納しているときやネットワーク上を転送するときは圧縮されていることが多い。
ラスターイメージの作成には、デジタルカメラ、イメージスキャナなど様々な入力デバイスや技法を使って行う。ペイントソフトを使って人間が作成することもある。また、元々画像ではないデータから合成することもでき、数学の関数や3次元モデルなどから生成できる。特に3次元モデルによる2次元画像生成は3次元コンピュータグラフィックスと呼ばれる。デジタル画像処理は、デジタル画像の変換アルゴリズムを扱う分野である。

### 種類
ラスターイメージの各ピクセルは、何らかの2次元の領域内の特定の「位置」に対応しているのが普通である。その値はその位置に対応した1つ以上の量（標本）を格納している。デジタル画像は、標本の数や特性によって以下のように分類できる。
- 二値画像 - 例えば、白と黒などピクセルが2種類の値しかとらない画像
- グレースケール - 輝度情報のみの画像
- カラー画像
  - 擬似カラー画像 - 人間の目には本来見えない（あるいはわかりにくい）情報を色として表示させるもの。
  - マルチスペクトル画像 - 人間の目に見えない赤外線や紫外線などを色として表示させるもの。
    - セマティック画像 - リモートセンシングなどで、マルチスペクトルの地上の衛星画像を土地の状況（森、市街地、砂漠など）が分かるように色分けして表示させるもの。

トモグラフィーで、断層撮影した画像もラスターイメージである。多数の断層画像から立体を再現する場合、ピクセルがボクセルとなる。

### ファイルフォーマット
ほとんどの人々はデジタルカメラを通してラスターイメージに触れる。一部のデジタルカメラはRAWファイルフォーマットを使ってカメラが捉えたほとんど全てのデータへのアクセスを提供する。UPDIG (The Universal Photographic Imaging Guidelines) は、RAWファイルが最高画質の画像を作り出すことから、可能ならばRAWファイルフォーマットを使うことを示唆している。RAWファイルフォーマットは、最高レベルの出力の制御と正確度を与える。だが、RAWファイルフォーマットはメーカー各社独自のものが多数存在している状態だが、メーカーに詳細を開示するよう求める動きもある。また、アドビシステムズの Digital Negative (DNG) は「デジタルカメラのRAWデータを格納する標準フォーマット」として提案されている。このフォーマットはまだ広く採用されるには至っていないが、徐々に広まりつつある。

## ベクター
ベクターイメージは、ドローソフトなどのグラフィックソフトウェアで作成するか、ラスターイメージを変換して作成する。
ラスターイメージとベクターイメージを組み合わせて画像を作成することも多い。例えば、デジタル写真に基づいたラスターイメージ上に文字列などのベクターイメージを付与することでポスターができる。

## 画像の閲覧方法
画像を閲覧するソフトウェアは様々である。GIF、JPEG、PNG といったラスターイメージは World Wide Web 上でよく使われるため、ウェブブラウザでも閲覧できる。W3Cによる標準フォーマットである SVG というベクターイメージのフォーマットも Web 上で広く使われるようになってきた。
閲覧ソフトはスライドショー機能を持つものが多く、指定したディレクトリ（フォルダ）内の画像を自動的に次々表示することができる。